# Ormiscodes fumosa
Ormiscodes fumosa är en fjärilsart som beskrevs av Felder 1874. Ormiscodes fumosa ingår i släktet Ormiscodes och familjen påfågelsspinnare. Inga underarter finns listade i Catalogue of Life.